# Fazenda Tucunare
Fazenda Tucunare är en flygplats i Brasilien.   Den ligger i kommunen Sapezal och delstaten Mato Grosso, i den centrala delen av landet, 1 200 km väster om huvudstaden Brasília. Fazenda Tucunare ligger 544 meter över havet.
Terrängen runt Fazenda Tucunare är platt. Trakten runt Fazenda Tucunare är nära nog obefolkad, med mindre än två invånare per kvadratkilometer.. Det finns inga samhällen i närheten.
Trakten runt Fazenda Tucunare består till största delen av jordbruksmark.